# Ahoztar Zelaieta
Ahoztar Zelaieta Zamakona (Bilbao, 1972) es un periodista de investigación y criminólogo vasco. Sus principales trabajos, publicados en castellano, están centrados en temas de corrupción y política. Es hijo del escritor Ángel Zelaieta Gisasola.

## Trayectoria profesional
Trabajó en los equipos de investigación del diario Egin y la revista Ardi Beltza, ambas clausuradas judicialmente de forma ilícita. Posteriormente pasa  a la revista Kale Gorria, tras cuya desaparición estudia criminología, y comienza a informar en la red social Twitter sobre corrupción, clientelismos y evasiones fiscales. Posteriormente publica su primer libro en 2013 ("Jóvenes burukides bizkainos", Txalaparta).
Actualmente trabaja como investigador freelance, y a pesar de autoeditar sus libros, estos han llegado a encontrarse entre los más vendidos según el diario El Correo.
Entre sus líneas de investigación se encuentran diversos casos de irregularidades a nivel municipal, la red de prostitución de Guipúzcoa, el llamado "Oasis Vasco", las relaciones de los evasores fiscales a nivel internacional o la trama del Caso de Miguel.

## Línea política
Afín a la izquierda abertzale y relacionado con el entorno del PNV, se le ha achacado que no escribe sobre corrupción vinculada a la izquierda abertzale, a lo que responde que "Habrá unos cien periodistas con un presupuesto anual muy alto investigando corrupción dentro de EH Bildu y (...) Yo me dedico a los espacios vacíos, donde no hay ni presupuesto ni periodistas trabajando".

## Obras
- "Jóvenes burukides bizkainos. Clientelismo y "fontanería" en el PNV". Txalaparta, 2013.
- "La casta vasca. Mafias y gobierno vasco en la última década". Hincapié, 2014.
- "Kutxabank. El saqueo de El País Vasco". Hincapié, 2015.
- "Evasores, morosos y millonarios vascos". Hincapié, 2016. ISBN 978-84-939238-4-6.
- "Euskadi SA: el gen corrupto del PNV". Hincapié, 2017. ISBN 978-84-939238-5-3.
- "La trama del 4%. Las comisiones del Caso De Miguel". Hincapié, 2018.
- "El narco oasis vasco". Txalaparta, 2019.
- "Zaldibar zona cero. Txalaparta, 2020".
- "Residencias SA: el negocio de los cuidados en Euskal Herria". Txalaparta, 2021.